# Camilla Grebe
Camilla Grebe (Älvsjö, 20 marzo 1968) è una scrittrice svedese.

## Biografia
Nata nel 1968 a Älvsjö, nei pressi di Stoccolma, si è laureata alla Scuola di economia di Stoccolma prima di fondare la casa di audiolibri Story Side.
Ha esordito nella narrativa nel 2009 con il thriller Nel buio scritto a quattro mani con la sorella Åsa Träff assieme alla quale ha pubblicato altri quattro romanzi.
Dopo la trilogia Moskva Noir scritta con Paul Leander-Engström ha raggiunto il successo internazionale con La sconosciuta scritto senza collaborazioni come il successivo Animali nel buio premiato nel 2018 con il Glasnyckeln.

## Opere

### Serie Siri Bergman
In collaborazione con Åsa Träff
- Nel buio (Någon sorts frid, 2009), Milano, Piemme, 2011 traduzione di Renato Zatti e Gabriella Bonalumi ISBN 978-88-566-1274-5.
- Trauma (Bittrare än döden, 2010), Milano, Piemme, 2013 traduzione di Renato Zatti ISBN 978-88-566-1275-2.
- Innan du dog (2012)
- Mannen utan hjärta (2013)
- Eld och djupa vatten (2015)

### Serie Moskva Noir
In collaborazione con Paul Leander-Engström
- Dirigenten från Sankt Petersburg (2013)
- Handlaren från Omsk (2014)
- Den sovande spionen (2015)

### Serie Peter Lindgren e Hanne Lagerlind-Schön
- La sconosciuta (Älskaren från huvudkontoret, 2015), Torino, Einaudi, 2017 traduzione di Margherita Bodini ISBN 978-88-06-23049-4.
- Animali nel buio (Husdjuret, 2017), Torino, Einaudi, 2018 traduzione di Sara Culeddu ISBN 978-88-06-23050-0.
- Sotto la cenere (Dvalan, 2018), Torino, Einaudi, 2021 traduzione di Gabriella Diverio ISBN 978-88-06-24493-4.
- Skuggjägaren (2019)

## Premi e riconoscimenti
- Premio svedese per la letteratura gialla: 2017 per Animali nel buio e 2019 per Skuggjägaren[5]
- Glasnyckeln: 2018 per Animali nel buio e 2020 per Skuggjägaren